# Justicia floribunda
Justicia rizzinii là một loài thực vật có hoa trong họ Ô rô. Loài này được (C. Koch) Wassh. mô tả khoa học đầu tiên năm 1998.

## Hình ảnh

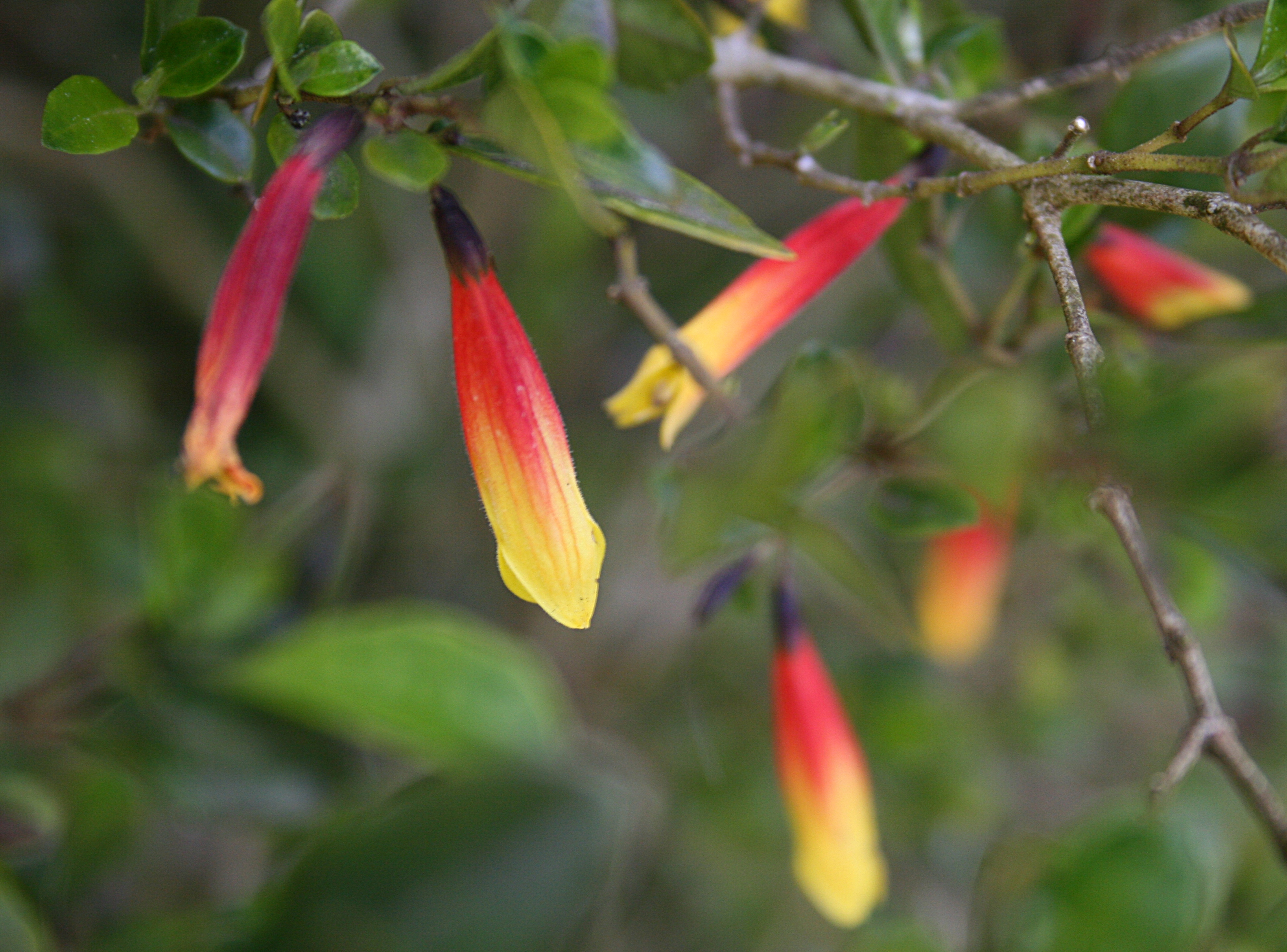
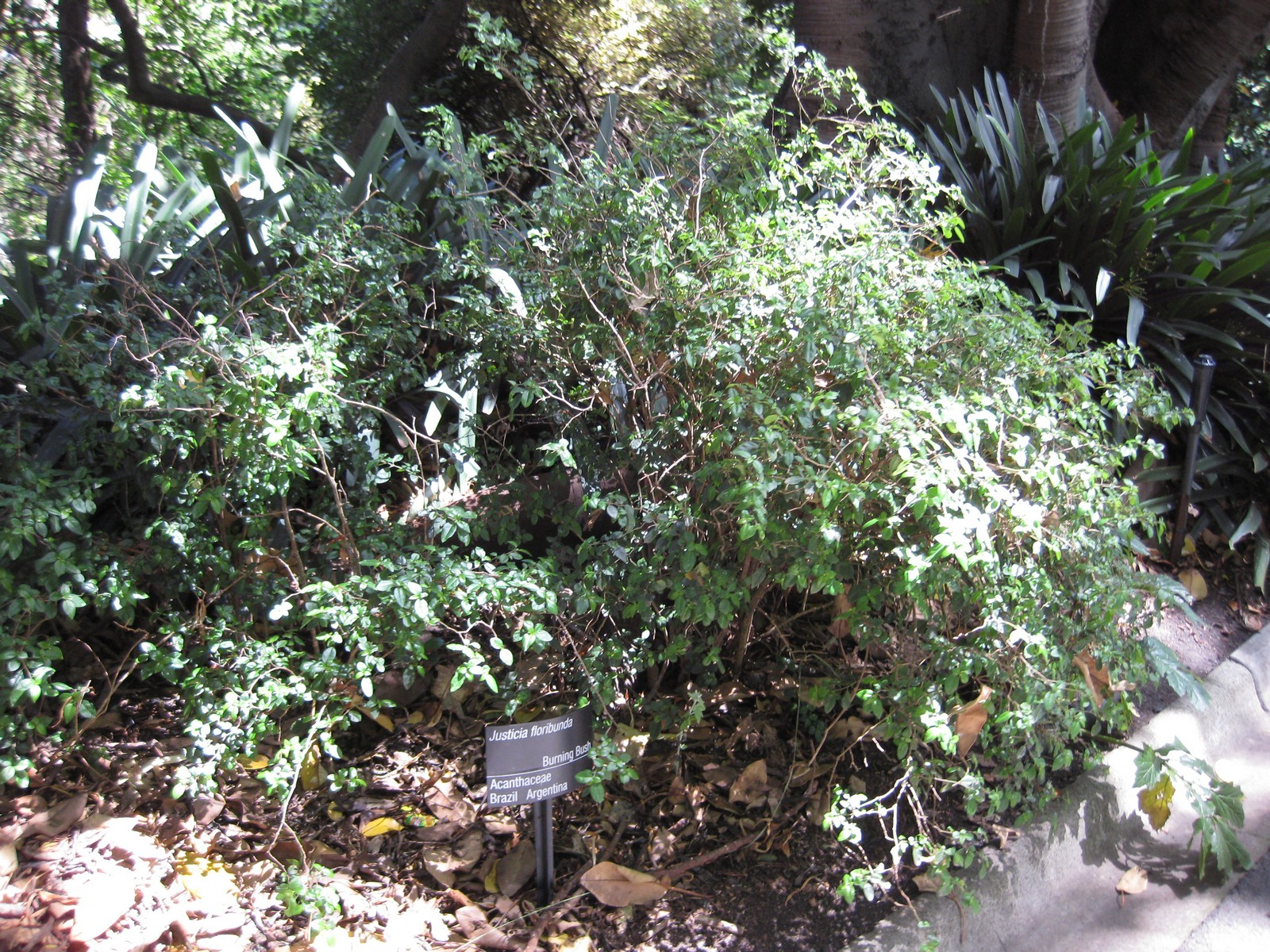
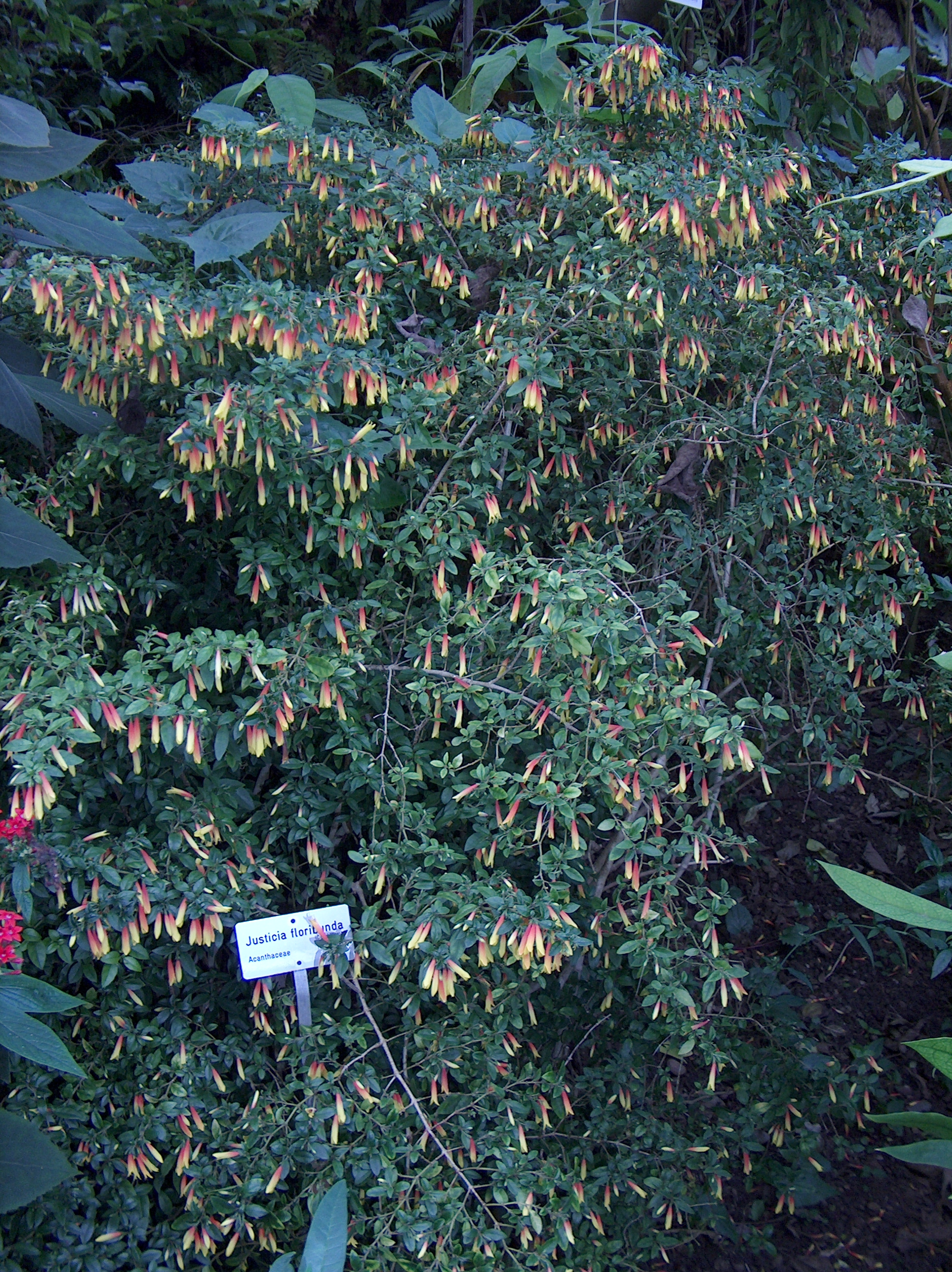
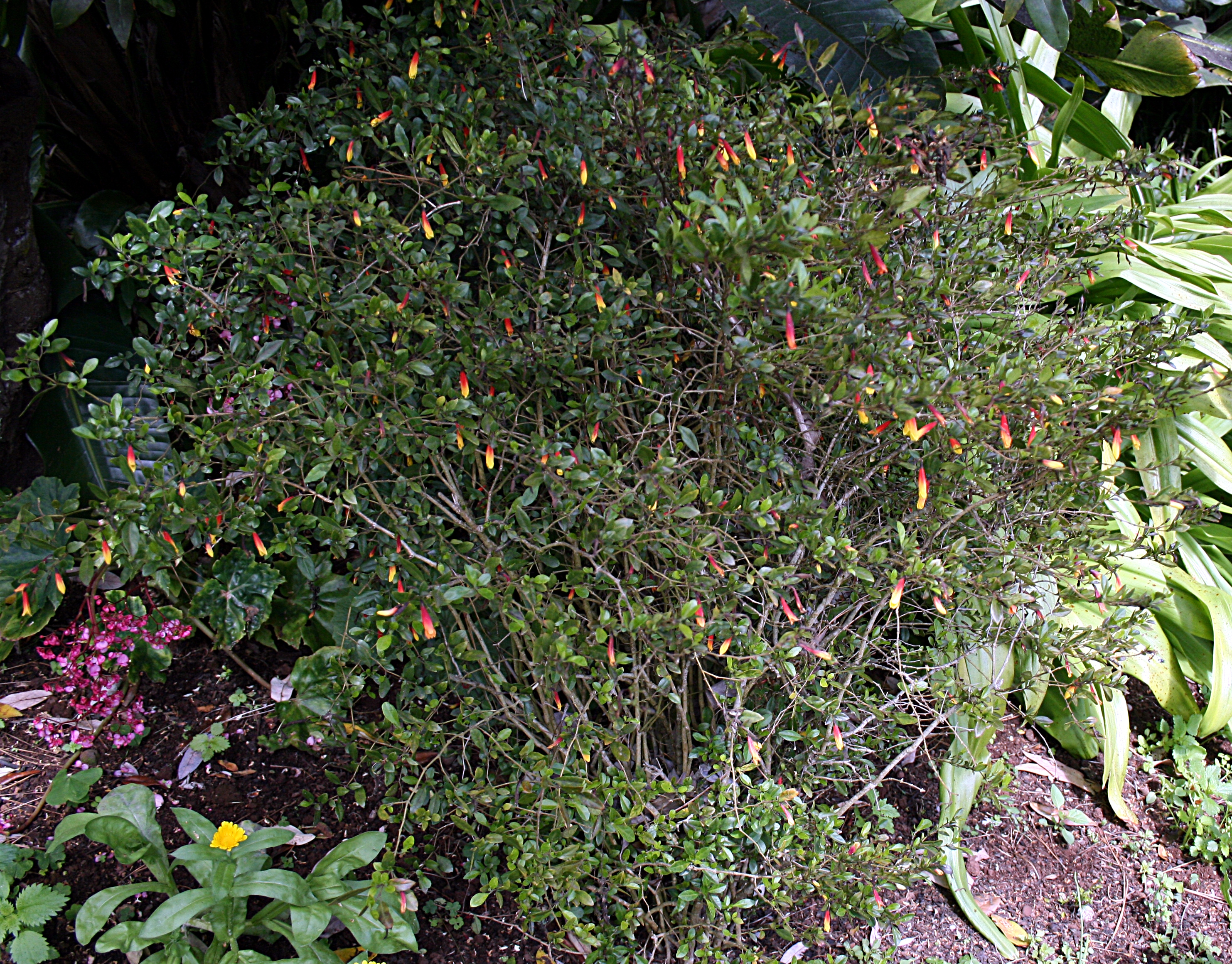